# شهرستان چاتهام (جورجیا)
شهرستان چاتهام، جورجیا (به انگلیسی: Chatham County, Georgia) یک سکونتگاه مسکونی در ایالات متحده آمریکا است که در جورجیا واقع شده‌است.